# Hausen (Rhön-Grabfeld járás)
Hausen település Németországban, azon belül Bajorországban. Lakosainak száma 671 fő (2023. december 31.).

## Népesség
A település népessége az elmúlt években az alábbi módon változott:
| Lakosok száma | 620  | 781  | 624  | 735  | 717  | 698  | 726  | 724  | 678  | 671  |
|               | 1875 | 1950 | 1975 | 1987 | 2012 | 2014 | 2016 | 2017 | 2021 | 2023 |